# پلنتیشن (فلوریدا)
پلنتیشن (به انگلیسی: Plantation) شهری در شهرستان برووارد ایالت فلوریدا است که در سال ۱۹۵۳ بنیان‌گذاری شده‌است. این شهر طبق سرشماری سال ۲۰۱۰ میلادی، ۸۴٬۹۵۵ نفر جمعیت داشته و مساحت آن نیز ۵۶٫۸ کیلومتر مربع است.
اکس اکس اکس تنتاسیون  متولد پلنتیشن است.